# عامر بن واثله
ابوالطفیل عامر بن واثله آخرین صحابی بود که درگذشت. ابوالطفیل عامر بن واثله بن عبدالله بن عمر بن لیثی ساکن مکه بود و در سالی که در آن جنگ احد اتفاق افتاد متولد شد. حافظ بن حجر عسقلانی می گوید: "از آنجا که همه ما اهل حدیث هر شخصی را که مدعی باشد بعد از ابو طفیل عامر بن واثله (رضی الله عنه) صحابی نبی محمد است ، دروغگو می دانیم. خدا هدایت کننده به حقیقت است ما استدلال خود را از این حدیث متواتر و معتبر و صحیح استخراج می کنیم که در آن محمد گفته است: پس از صد سال از این زمان (از زمان اظهار نظر محمد) هیچ کس روی زمین باقی نخواهد ماند که در زمان این بیانیه حضور داشت »  درست این است که ابوالطفیل عامر بن واثله۱۱۰(قمری)هجری درگذشت. و او آخرین نفر از همه صحابه بود که مرد. با مرگ وی عصر صحابه تمام شد.

## مآخذ
- آقا بزرگ طہرانی، الذریعہ
- ابن اثیر، الکامل.
- ابن تعزی بردی، النجوم
- ابن حبان، محمد، کتاب الثقات، حیدرآباد دکن، ۱۳۹٧ ق/۱۹٧٧م
- ابن حجر عسقلانی، احمد بن علی، رہتل التهذیب، حیدرآباد دکن، ۱۳۲٦ ق
- ابن عبد البر، یوسف بن عبد الله، الاستیعاب فی معرفة الاصحاب، بہ کوشش علی محمد بجاوی، قاہره، ۱۳۸۰ق/۱۹٦۰م
- ابن عدی جرجانی، عبد الله، الکامل فی ضعفاء الرجل، بیروت، ۱۴۰۵ق/۱۹۸۵م
- ابن قتیبہ، عبد الله بن مسلم، المعارف، بہ کوشش ثروت عکاشه، قاهره، ۱۹٦۰م
- ابن کثیر، البدایہ
- ابو اسحاق شیرازی، طبقات الفقها، بہ کوشش احسان عباس، بیرون، ۱۴۰۰ ق/۱۹٧۹م
- ابو الفرج اصفهانی، الاغانی، بولاق، ۱۲۸۵ ق
- امین، محسن، اعیان الشیعه، بہ کوشش حسن امین، بیروت، ۱۴۰۳ق/۱۹۸۳م
- بخاری، محمد بن اسماعیل، التریخ الکبیر، حیدرآباد دکن، ۱۳۹۰ق/۱۹٧۰م
- بلاذری، احمد بن یحیی، انساب الاشراف، بہ کوشش احسان عباس، بیروت، ۱۴۰۰ ق/۱۹٧۹م
- تستری، محمد تقی، قاموس الرجال، تہران، ۱۳۸۲ ق/ ۱۹٦۲ ع
- خطیب بغدادی، احمد بن علی، تریخ بغداد، قاہره، ۱۳۴۹ق
- خلیفہ بن خیاط، تریخ، بہ کوشش سہیل زکار، دمشق، ۱۹٦٧م
- زرکلی، خیر الدین، الأعلام قاموس تراجم لأشهر الرجال و النساء من العرب و المستعربین و المستشرقین، دارالعلم للملایین، بیروت، ۱۹۸۹ع
- طوسی، محمد بن حسن، اختیار معرفه الرجل، بہ کوشش حسن مصطفوی، مشهد، ۱۳۴۸ش
- قاضی، وداد، الکیسانیه فی التریخ و الأدب، بیروت، ۱۹٧۴م
- کاظمی، عبد النبی، تکملة الرجال، بہ کوشش محمد صادق بحر العلوم، نجف، مطبعه الآداب
- مرزبانی، محمد بن عمران، اخبار شاعر الشیعه، تلخیص محسن امین، بہ کوشش محمد ہادی امینی، نجف، ۱۳۸۸ق/۱۹٦۸ع
- یعقوبی، احمد بن اسحاق، تریخ، بیروت،‌دار صادر